# German Juniors 2020
Das German Juniors 2020 im Badminton fand vom 4. bis zum 8. März 2020 in Berlin statt. Es war die 37. Austragung dieses bedeutendsten internationalen Badminton-Juniorenwettkampfs in Deutschland. Das Turnier war eines der letzten internationalen Juniorenwettkämpfe, welche vor der COVID-19-Pandemie noch stattfanden. Erst 2023 wurde die Turnierserie fortgesetzt.

## Sieger und Platzierte
| Disziplin    | Gold                                               | Silber                                      | Bronze                              |
| ------------ | -------------------------------------------------- | ------------------------------------------- | ----------------------------------- |
| Herreneinzel | Hong Kok Jing                                      | Alvi Wijaya Chairullah                      | Justin Hoh                          |
| Herreneinzel | Hong Kok Jing                                      | Alvi Wijaya Chairullah                      | Magnus Johannesen                   |
| Dameneinzel  | Manami Suizu                                       | Stephanie Widjaja                           | Cheng Sin Yan Happy Serena          |
| Dameneinzel  | Manami Suizu                                       | Stephanie Widjaja                           | Lee So-yul                          |
| Herrendoppel | Junaidi Arif Muhammad Haikal                       | Muhammad Rayhan Nur Fadillah Rahmat Hidayat | Jin Yong Kim Jae-hyeon              |
| Herrendoppel | Junaidi Arif Muhammad Haikal                       | Muhammad Rayhan Nur Fadillah Rahmat Hidayat | William Kryger Boe Mads Vestergaard |
| Damendoppel  | Rui Hirokami Yuna Kato                             | Lee So-yul Yoo A-yeon                       | Choi Hye-jin Jung Hee-su            |
| Damendoppel  | Rui Hirokami Yuna Kato                             | Lee So-yul Yoo A-yeon                       | Melani Mamahit Tryola Nadia         |
| Mixed        | Teges Satriaji Cahyo Hutomo Indah Cahya Sari Jamil | Lee Hak-joo Yoo A-yeon                      | Muhammad Haikal Low Yeen Yuan       |
| Mixed        | Teges Satriaji Cahyo Hutomo Indah Cahya Sari Jamil | Lee Hak-joo Yoo A-yeon                      | Ko Shing Hei Lui Lok Lok            |